# Mykolaïvka (raïon de Kramatorsk)
Mykolaïvka (en ukrainien : Миколаївка, en russe : Николаевка, Nikolaïevka) est une ville de l'oblast de Donetsk, en Ukraine. Sa population s'élevait à 15 684 habitants en 2013.

## Géographie
Mykolaïovka est située à 95 km au nord de Donetsk et à 23 km au nord-est de Kramatorsk. Mykolaïvka fait partie du raïon de Kramatorsk. Elle se trouve juste à l'est de la rivière Kazenny Torets et du Canal Siversky Donets-Donbass. Le Kazenny Torets est un affluent du Donets, qui jouxte la ville au nord.

## Administration
Mykolaïvka fait partie de la municipalité de Sloviansk, qui comprend également les villes de Sloviansk et Sviatohirsk. Le 4 juillet 2014, la ville est sécurisée par les autorités ukrainienne qui repoussent les séparatistes. En 2015, l'hôpital de la ville est remis en service. Le 24 juin 2022, la ville est reprise par les forces armées de la république populaire de Lougansk[Quoi ?].

## Histoire
Mykolaïovka est fondée dans la première moitié du XVIIIe siècle. Elle a reçu le statut de ville en 2003.

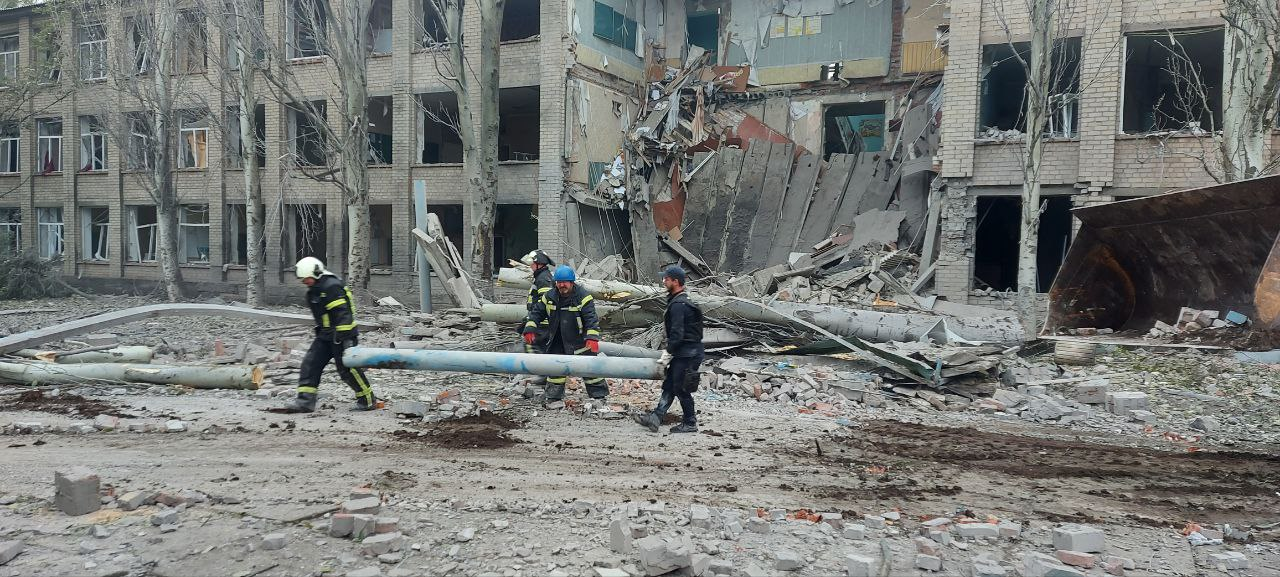
L'école N°1 bombardée, image du 28/09/2023.

## Population
Recensements (*) ou estimations de la population :
| 1959* | 1970*  | 1979*  | 1989*  | 2001*  |
| ----- | ------ | ------ | ------ | ------ |
| 7 014 | 15 309 | 16 613 | 16 189 | 16 620 |

| 2009   | 2010   | 2011   | 2012   | 2013   |
| ------ | ------ | ------ | ------ | ------ |
| 16 050 | 15 920 | 15 847 | 15 780 | 15 684 |

## Économie
À Mykolaïovka se trouve la centrale thermique de Sloviansk, d'une puissance de 2 100 MW, et qui appartient à la société OAO Donbassenergo (en russe : ОАО Донбассэнерго).

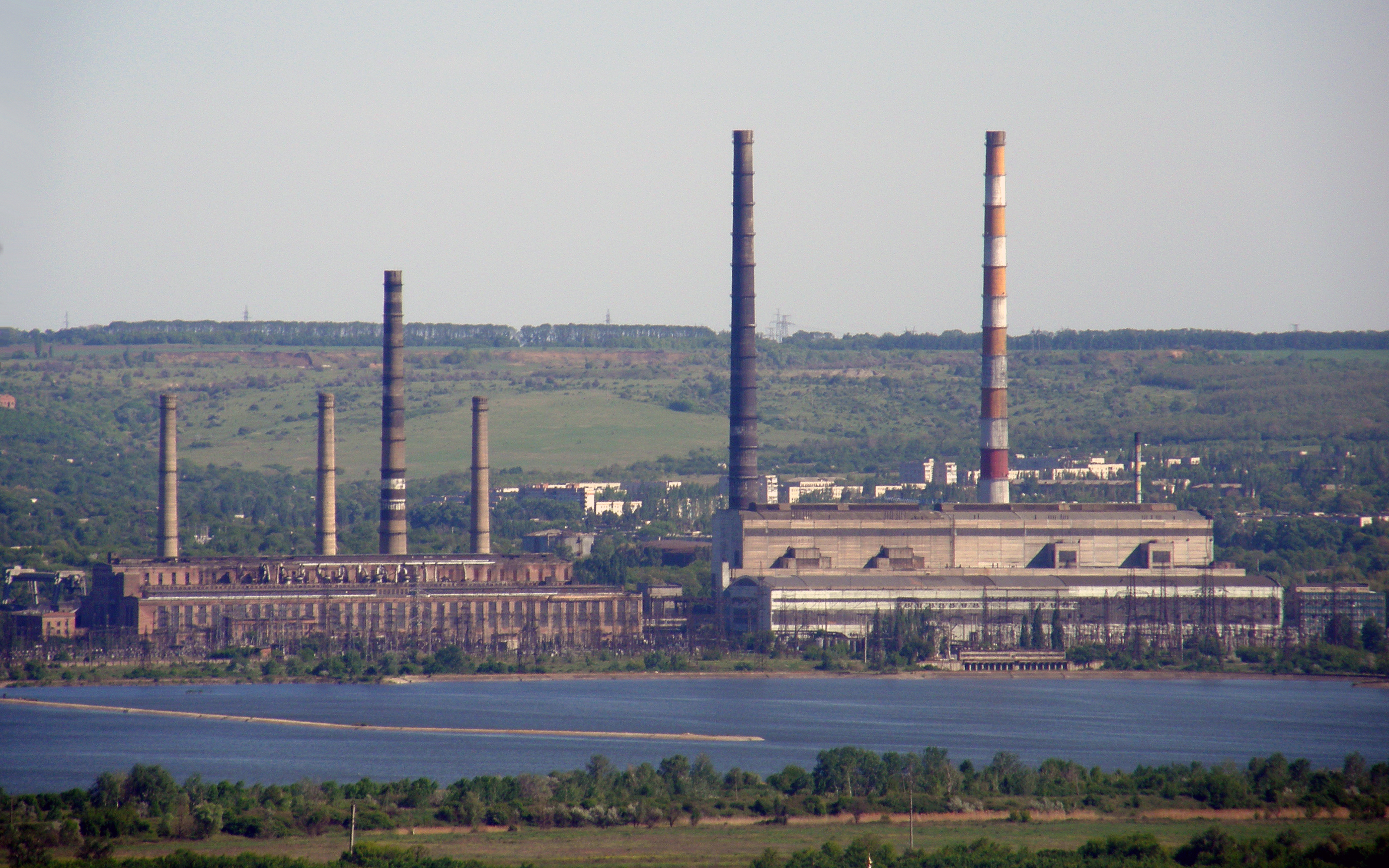
La centrale thermique.